# BioDrugs
BioDrugs ist eine wissenschaftliche Fachzeitschrift, die vom ADIS-Verlag veröffentlicht wird. Sie wurde 1994 unter dem Namen Clinical Immunotherapeutics gegründet und erhielt 1997 den derzeit gültigen Namen. Sie erscheint mit sechs Ausgaben im Jahr. Es werden Arbeiten veröffentlicht, die sich mit der klinischen Anwendung der Biotechnologie beschäftigen.
Der Impact Factor lag im Jahr 2016 bei 2,835. Nach der Statistik des ISI Web of Knowledge wird das Journal mit diesem Impact Factor in der Kategorie Pharmakologie und Pharmazie an 80. Stelle von 254 Zeitschriften, in der Kategorie Onkologie an 115. Stelle von 217 Zeitschriften und in der Kategorie Immunologie an 66. Stelle von 148 Zeitschriften geführt.